# Annie Goetzinger
Annie Goetzinger (París, 18 de agosto de 1951-20 de diciembre de 2017) fue una historietista y novelista gráfica francesa. Desde mediados de la década de 1970 hasta su muerte en 2017, trabajó en novelas gráficas galardonadas, así como en ilustraciones de prensa para diarios como La Croix (periódico)La Croix y Le Monde. Tuvo una larga y estable relación con la editorial de cómics Dargaud.
Gráficamente, fue conocida por su atención y búsqueda del detalle, por una vestimenta cuidadosamente elaborada y un estilo influido por el Modernismo. Su bagaje proviene del dibujo de moda y también se aprecia en su trabajo el diseño de ropa. En 2016, fue elegida para ilustrar un resumen de la Semana de la Moda de Nueva York para la revista New York.
Sus primeros trabajos eran ilustraciones de historietas cortas publicadas en revistas de cómic francesas como Pilote, Charlie Mensuel y Fluide Glacial. La primera novela gráfica de Goetzinger, titulada Casque d'Or, ganó dos premios en 1977 en el Festival Internacional de la Historieta de Angulema.

## Trabajo
Muchos de sus trabajos incluyen protagonistas femeninas de fuerte carácter. Por ejemplo, Aurore, publicado en 1978 con un texto escrito por Adela Turin, cuenta la historia de la novelista francesa Amantine, más conocida por su seudónimo George Sand. En 2015, la novela gráfica de Goetzinger Girl in Dior, el primero de sus trabajos publicados en inglés, cuenta la historia de una periodista llamada Clara que está informando sobre el espectáculo de Christian Dior de 1947.
En una entrevista en 2015, Goetzinger dijo: "Cuando empecé, no sabía que había tan pocas chicas haciendo cómics... No me importaba; siempre me había sentido como algo inconformista".

### Colaboraciones
Además de escribir la historia y el texto de sus propias novelas gráficas, colaboraba frecuentemente con otros autores. Trabajó con el autor francés Pierre Christin desde principios de los años 1980 y con el autor español Víctor Mora, entre otros.